# Lindsey Tye
Lindsey Tye ist ein Weiler in der Gemeinde Lindsey, im District Babergh in der Grafschaft Suffolk, England. Es verfügt über 7 denkmalgeschützte Gebäude, Cottage Owned by Mr W Partridge Immediately North of Tye Cottage, Falcon Hall, Gooseberry, Ivydene, Rose Cottage, Swallow's Farmhouse und Tye Cottage.
Ebenfalls befand sich hier eine 1840 erbaute baptistische Kapelle.